# Léa Lemare
Léa Lemare (* 21. Juni 1996 in Albertville) ist eine ehemalige französische Skispringerin.

## Werdegang
Léa Lemare debütierte am 8. August 2009 in einem Continental-Cup-Springen in Bischofsgrün. Sie beendete ihre erste Saison auf dem 68. Platz. Neben den Wettbewerben im Continental Cup nahm sie auch an den Junioren-Weltmeisterschaften in Hinterzarten teil, dort erreichte sie im Einzelspringen den 36. Rang. Bei den Junioren-Weltmeisterschaften 2011 im estnischen Otepää landete sie auf dem 22. Platz. Daraufhin wurde sie in den Kader für die Nordischen Skiweltmeisterschaften 2011 in Oslo aufgenommen. Bei dem Springen von der Normalschanze wurde sie 33.
Im Sommer 2011 erzielte sie bei einem Continental Cup in Oberwiesenthal mit dem zweiten Rang ihre erste und bislang einzige Platzierung auf dem Podest. Seit der Wintersaison 2011/12 nimmt Léa Lemare an Weltcup-Springen teil. Bei den ersten Olympischen Jugend-Winterspielen im österreichischen Innsbruck belegte sie im Januar 2012 den vierten Platz im Einzel und wurde mit der französischen Mixed-Mannschaft Neunte. Bei den Junioren-Weltmeisterschaften 2012 wurde sie im türkischen Erzurum 24. im Einzel und Fünfte mit der Juniorinnen-Mannschaft.
Gemeinsam mit ihren Teamkolleginnen Coline Mattel, Julia Clair und Océane Avocat Gros gewann sie bei den Nordischen Junioren-Skiweltmeisterschaften 2013 in Liberec die Silbermedaille im Mannschaftsspringen von der Normalschanze. Anschließend erreichte sie bei den Nordischen Skiweltmeisterschaften im italienischen Predazzo den 38. Platz im Einzel und Rang fünf mit der Mixed-Mannschaft. Bei den Französischen Meisterschaften im Skispringen 2013 gewann sie von der Normalschanze in Chaux-Neuve den Titel sowie mit dem Mixed-Team Bronze.
Im folgenden Winter gehörte Lemare zu den starken Springerinnen im Continental Cup. So beendete sie die Saison 2013/14 auf Platz 12 der Gesamtwertung. Bei den Nordischen Junioren-Skiweltmeisterschaften 2014 in Val di Fiemme belegte sie im Einzelwettbewerb den 16. Rang und im Mannschaftswettbewerb holte sie zusammen mit Marie Hoyau, Julia Clair und Coline Mattel die Bronzemedaille. Bei der Olympiapremiere des Damenskispringens belegte sie Rang 20.
Bei den Nordischen Skiweltmeisterschaften 2015 in Falun belegte sie den 32. Platz im Einzelwettbewerb und im Mixed-Teamwettbewerb wurde sie zusammen mit Ronan Lamy Chappuis, Julia Clair und Vincent Descombes Sevoie Achte. Nach einer weniger erfolgreichen Weltcup-Saison 2015/16 mit nur zwei Finalteilnahmen nahm sie an den Nordischen Junioren-Skiweltmeisterschaften 2016 in Râșnov teil. Dabei belegte sie Platz 17 im Einzel- und Platz zehn im Mannschaftswettbewerb.
In der Weltcup-Saison 2016/17 war sie wieder deutlich erfolgreicher. Ihre beste Saison-Platzierung war Platz zwölf in Râșnov. In der Gesamtweltcupwertung belegte sie mit 165 Punkten den 22. Rang, was bis dahin ihr bestes Resultat war. Bei den Nordischen Skiweltmeisterschaften 2017 in Lahti belegte sie den 20. Platz im Einzelwettbewerb und im Mixed-Teamwettbewerb wurde sie Zehnte.
Am 16. und 17. September 2017 erreichte sie in Kandersteg ihre ersten Podestplatzierungen im FIS-Cup. Am ersten Tag gewann sie den Wettbewerb, am zweiten Tag wurde sie Zweite hinter Nika Križnar. Am 16. Dezember 2017 nahm sie zusammen mit Julia Clair, Romane Dieu und Lucile Morat am ersten Frauen-Mannschaftsspringen in der Geschichte des Skisprung-Weltcups in Hinterzarten teil. Die französische Mannschaft landete dabei als Dritter auf dem Podium. Bei den Olympischen Winterspielen 2018 in Pyeongchang belegte sie im Einzelwettbewerb auf der Normalschanze den 28. Platz. Zum Saisonabschluss gewann Lemare die Bronzemedaille bei den französischen Meisterschaften 2018 in Prémanon.
Bei den Skiweltmeisterschaften 2019 in Seefeld in Tirol belegte Lemare den 30. Platz, während sie mit dem Team Siebte wurde. Im Februar 2019 wurde bei Lemare eine Schilddrüsenerkrankung diagnostiziert, weshalb sie ihre Saison nach den Weltmeisterschaften vorzeitig beendete. In den folgenden Monaten konnte sich Lemare nicht ausreichend erholen und verpasste daher die gesamte Saison 2019/20. Anfang Dezember 2020 gestand sie sich schließlich ein, dass eine Rückkehr auf die Skisprungschanze unrealistisch sei und beendete ihre Karriere.

## Statistik

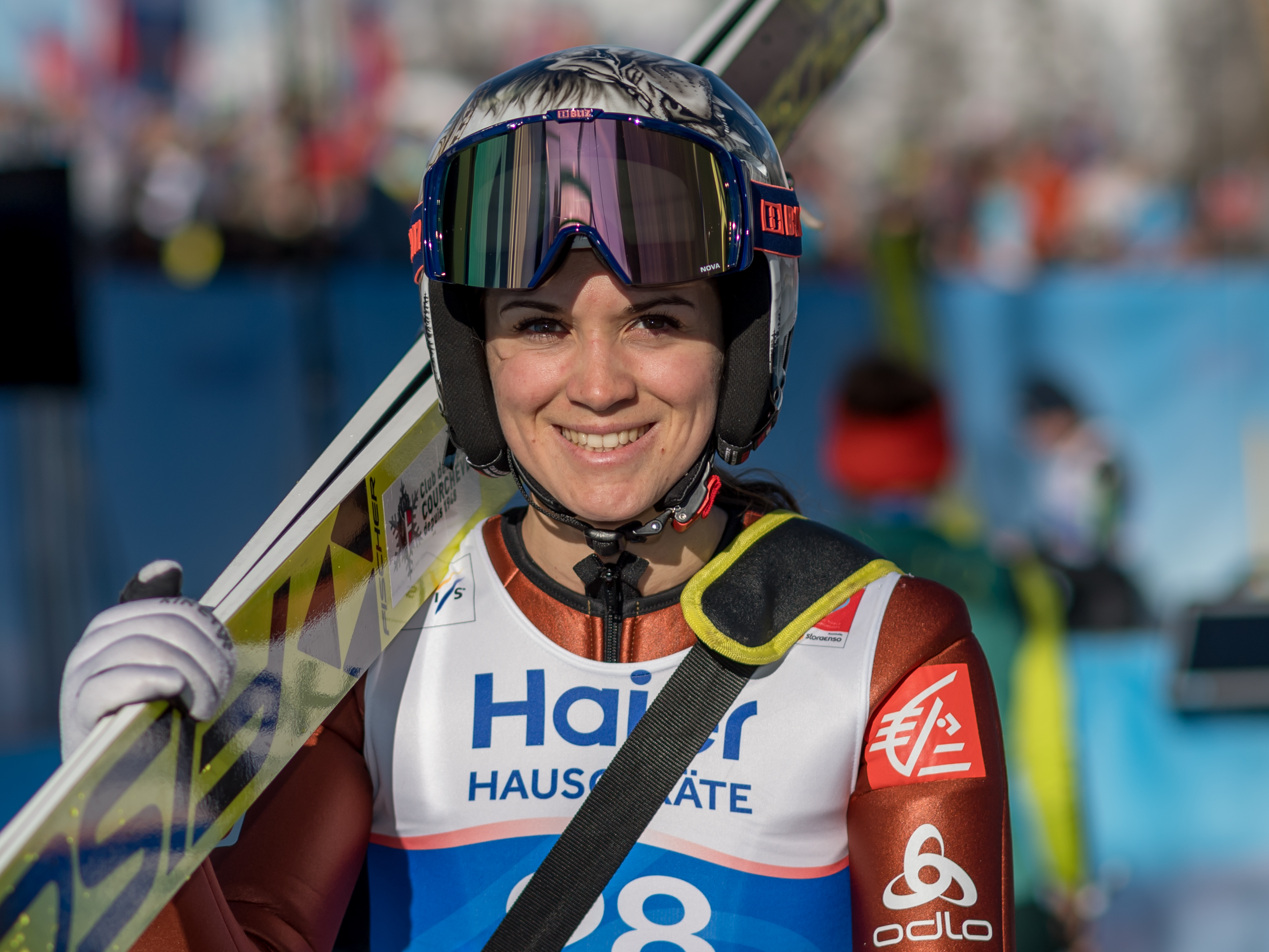
Lemare bei der WM 2019 in Seefeld

### Weltcup-Platzierungen
| Saison  | Platz | Punkte |
| ------- | ----- | ------ |
| 2011/12 | 38.   | 035    |
| 2012/13 | 24.   | 122    |
| 2013/14 | 30.   | 131    |
| 2014/15 | 29.   | 089    |
| 2015/16 | 50.   | 004    |
| 2016/17 | 22.   | 165    |
| 2017/18 | 28.   | 095    |
| 2018/19 | 31.   | 093    |

### Grand-Prix-Platzierungen
| Saison | Platz | Punkte |
| ------ | ----- | ------ |
| 2013   | 14.   | 108    |
| 2015   | 17.   | 035    |
| 2017   | 37.   | 012    |
| 2018   | 46.   | 004    |

### Continental-Cup-Platzierungen
| Saison  | Platz | Punkte |
| ------- | ----- | ------ |
| 2009/10 | 68.   | 03     |
| 2010/11 | 62.   | 15     |
| 2013/14 | 12.   | 90     |
| 2014/15 | 16.   | 90     |